# Pale di San Martino
Pale di San Martino (známé také jako "horská skupina Pala") je největší horská skupina v Dolomitech o rozloze přibližně 240 km², která se nachází mezi východním Trentinem a Benátskem (provincie Belluno), v oblasti mezi údolími Primiero (s bočními údolími Cismon, Canali a Travignolo), Valle del Biois (s městečky Falcade, Canale d'Agordo) a městem Agordo.
V centrálním sektoru skupiny, kterou objevil markýz Déodat de Dolomieu v roce 1788 a která je tvořena dolomitem, sedimentární horninou tvořenou dvojsložkovým uhličitanem vápenatým a hořečnatým, se na ploše asi 50 km² rozkládá centrální náhorní plošina, které tvoří obrovskou prázdnou, skalnatou, téměř měsíční plošinu v nadmořské výšce mezi 2500 a 2800 m n. m.
Část skupiny zasahující do Trentina se celá nachází v přírodním parku Paneveggio - Pale di San Martino. Vzhledem k výjimečné hodnotě tohoto území byl geologický systém Pale di San Martino v roce 2009 zařazen na seznam světového dědictví UNESCO "Dolomity".

## Toponymum
Označení pohoří Pala pochází z názvu, kterým se místně označovaly břehy a travnaté svahy na úpatí pohoří. Později se rozšířil na označení celého pohoří.
Teprve později, s rozšířením horské turistiky a výstavbou silnic, které podpořily růst městečka San Martino di Castrozza, se tato horská skupina stala v horolezeckém světě všeobecně známou jako Pale di San Martino.

## Významné vrcholy
- Cima della Vezzana (3192 m s.l.m.)
- Cimon della Pala (3184 m s.l.m.)
- Cima dei Bureloni (3130 m s.l.m.)
- Il Nuvolo (3075 m s.l.m.)
- Cima delle Zirocole (3058 m s.l.m.)
- Cima del Focobon (3054 m s.l.m.)
- Campanile Val Strut (3049 m s.l.m.)
- Cima di Valgrande (3038 m s.l.m.
- Cima di Campido (3001 m s.l.m.)
- Campanile Valgrande (2995 m s.l.m.)
- Pala di San Martino (2982 m s.l.m.)
- Cima del Cacciatore (2975 m s.l.m.)
- Campanile del Focobon (2969 m s.l.m.)
- Croda della Pala (2960 m s.l.m.)
- Cima delle Fede (2953 m s.l.m.)
- Cima delle Comelle (2951 m s.l.m.)
- Cima Fradusta (2939 m s.l.m.)
- Mulaz (2906 m s.l.m.)
- Cima Canali (2900 m s.l.m.)
- Monte Agner (2872 m s.l.m.)
- Croda Granda (2849 m s.l.m.)
- Cima dei Lastei (2846 m s.l.m.)
- Campanile alto dei Lastei di Focobon (2845 m s.l.m.)
- Lastei d’Agner d’Agordino (2861 m s.l.m.)
- Campanile basso di Focobon (2828 m s.l.m.)
- Sass Maor (2814 m s.l.m.)
- Cima Zopel di Focobon (2813 m s.l.m.)
- Cima di Manstorna - (2816 m s.l.m.)
- Cima di Ball (2802 m s.l.m.)
- Campanile di Mezzo dei Lastei di Focobon (2775 m s.l.m.)
- Cima Corona di V (2768 m s.l.m.)
- Cima della Madonna (2752 m s.l.m.)
- Rosetta (2743 m s.l.m.)
- Sass da Camp d’Agordino (2733 m s.l.m.)
- Cima La Beta d’Agner d’Agordino (2723 m s.l.m.)
- Gruppo dei Lastei di Focobon (2721 m s.l.m.)
- Sass d'Ortiga d’Agordino (2649 m s.l.m.)
- Cime dell'Auta d’Agordino (2623 m s.l.m.)
- Cima di Val Gares (2608 m s.l.m.)
- Sasso Arduini di Focobon (2582 m s.l.m.)
- Sasso delle Lede di Primiero (2580 m s.l.m.)
- Sass di Mura, Vette Feltrine (2547 m s.l.m.)
- Cima delle Pape d’Agordino (2503 m s.l.m.)
- Cima Cimerlo di Primiero (2503 m s.l.m.)
- Cima Sforcelloni d’Agordino (2500 m s.l.m.)
- Piz Sagron, Vette Feltrine (2486 m s.l.m.)
- Cima Tromba del Miel d’Agordino (2467 m s.l.m.)
- Col Becher d’Agordino (2444 m s.l.m.)
- Piz de Mez, Vette Feltrine (2429 m s.l.m.)
- Monte San Lucano d’Agordino (2409 m s.l.m.)
- Sasso Bianco d’Agordino - (2407 m s.l.m.)
- Pale di San Lucano d’Agordino, n.7 Cime (2403 m s.l.m.)
- Cima della Venegiota di Focobon (2401 m s.l.m.)
- Cima d’Oltro di Primiero (2396 m s.l.m.)
- Cimon della Stia di Val Gares (2391 m s.l.m.)
- Cima El Cor d’Agordino (2380 m s.l.m.)
- Piz Zorlet d’Agordino (2378 m s.l.m.)
- Cima Cadalora di Focobon (2313 m s.l.m.)

## Ledovce
- Ghiacciaio del Travignolo
- Ghiacciaio della Fradusta
- Ghiacciaio delle Zirocole
- Ghiacciaio del Focobon
- Ghiacciaio di Val Strut
- Busa dei camosci
- Ghiacciaio del Marmor
- Ghiacciaio della Val dei Cantoni

### Horské chaty

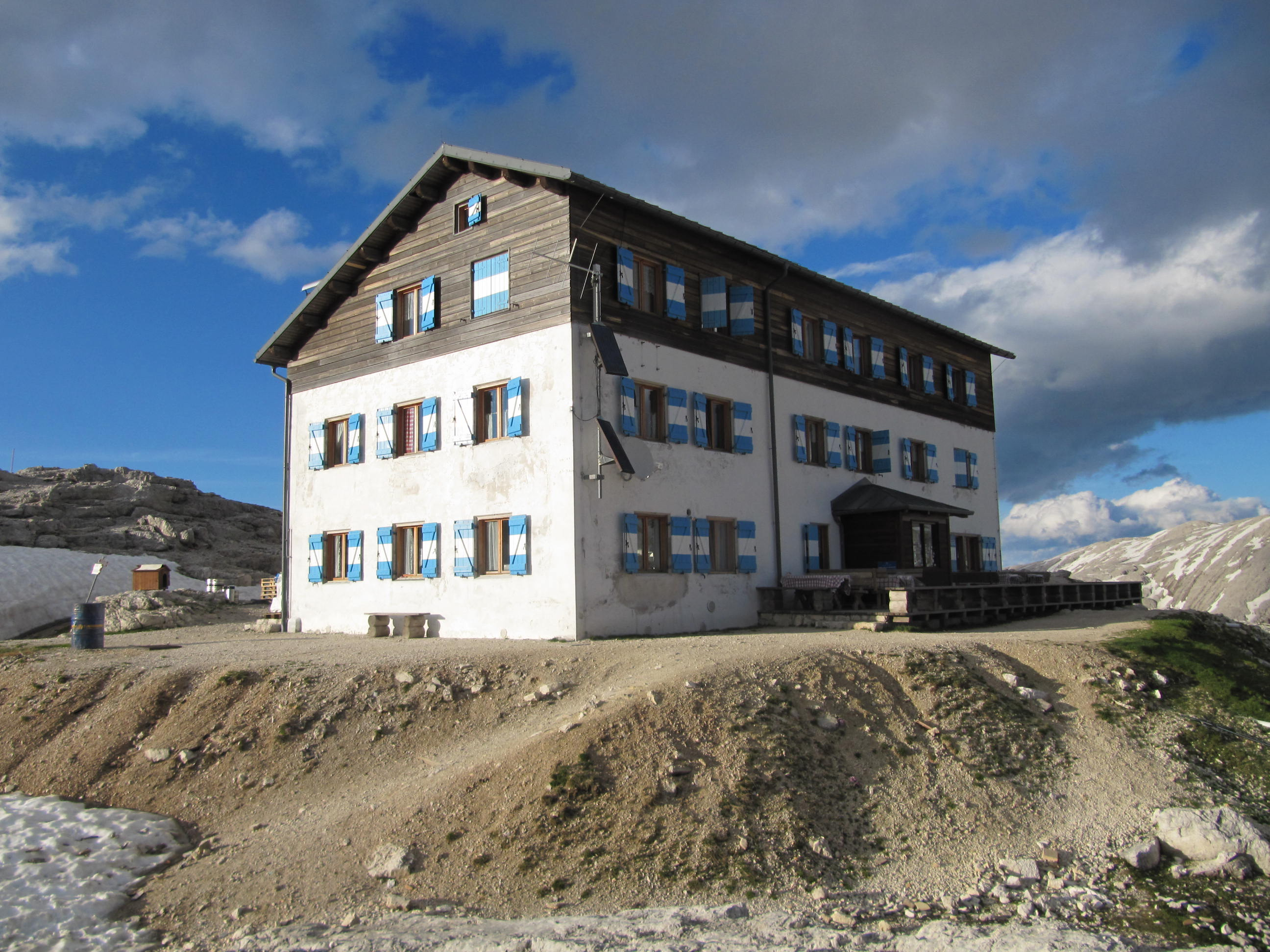
Rifugio Giovanni Pedrotti

- Rifugio Pedrotti alla Rosetta 2581 m.
- Rifugio Velo della Madonna 2358 m.
- Rifugio Volpi al Mulaz 2571 m.
- Rifugio Pradidali 2278 m. - Val Pradidali
- Rifugio Capanna Cervino 2084 m - nad passo Rolle
- Rifugio Canali-Treviso 1631 m. - Alta Val Canali
- Rifugio Scarpa-Gurekian 1735 m. - Monte Agnèr
- Baita Segantini 2200 m. - nad Passo Rolle

## Bivaky
- Bivacco Minazio 2250 m. - Valon delle Lede/Alta Val Canali
- Bivacco Brunner 2655 m. - Val Strutt
- Bivacco Fiamme Gialle 3005 m. - Cimon della Pala/Settore centrale
- Bivacco Giancarlo Biasin 2645 m. - Monte Agner
- Bivacco Guide Alpine 2982 m. - Vetta della Pala di San Martino
- Bivacco Reali 2515 m.

## Galerie

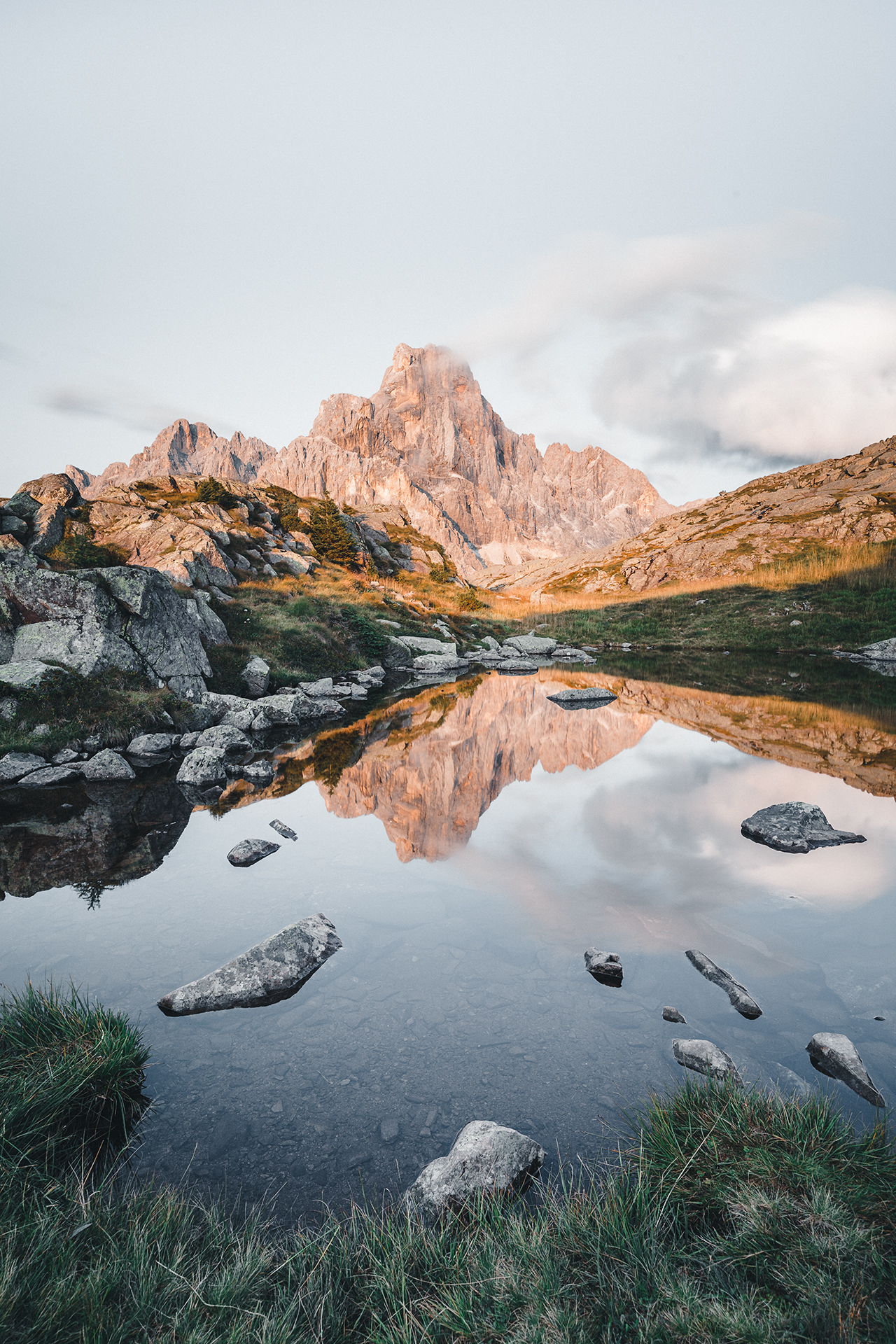
Le Pale di San Martino.
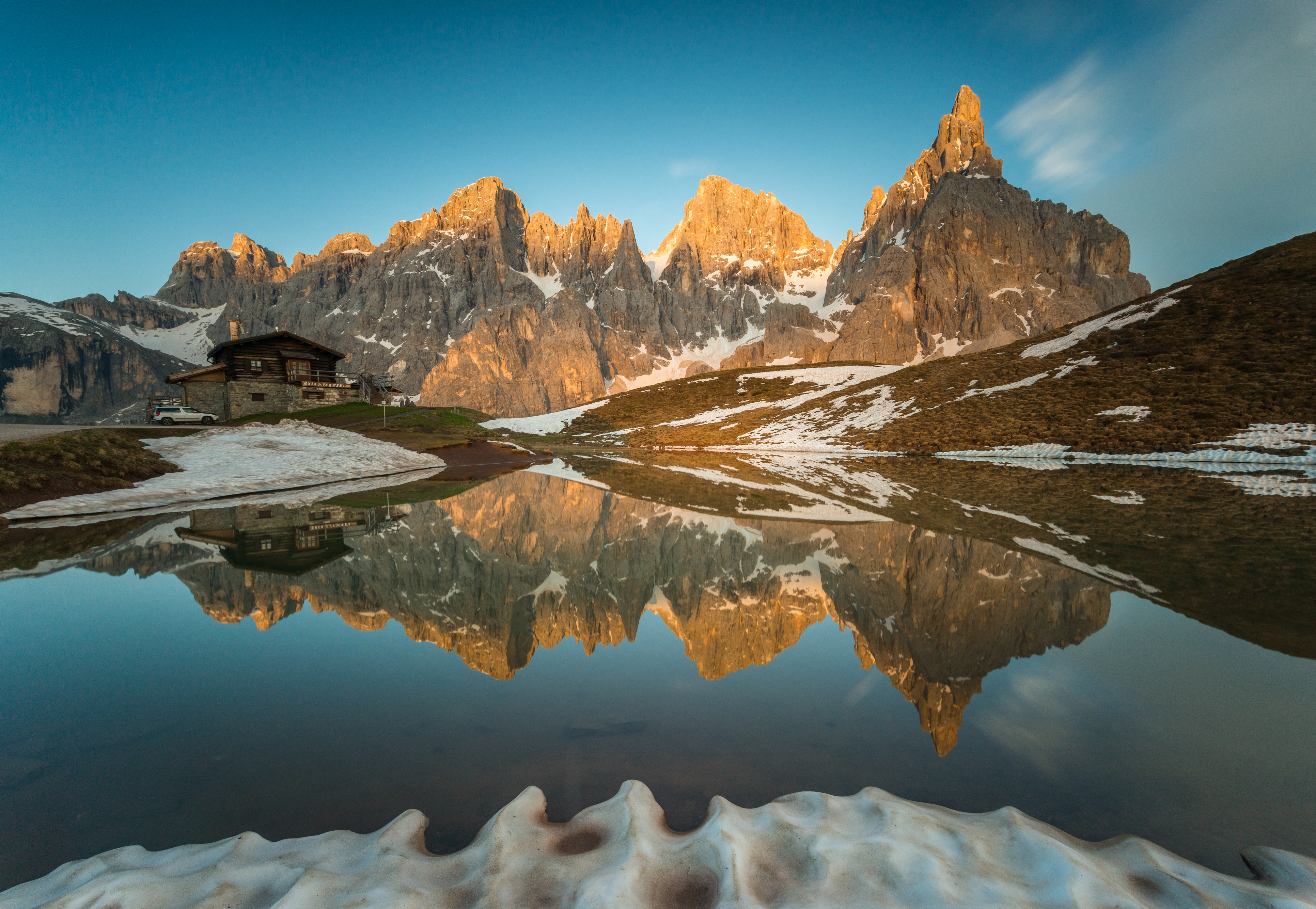
Le Pale di San Martino od chaty Baita Segantini.
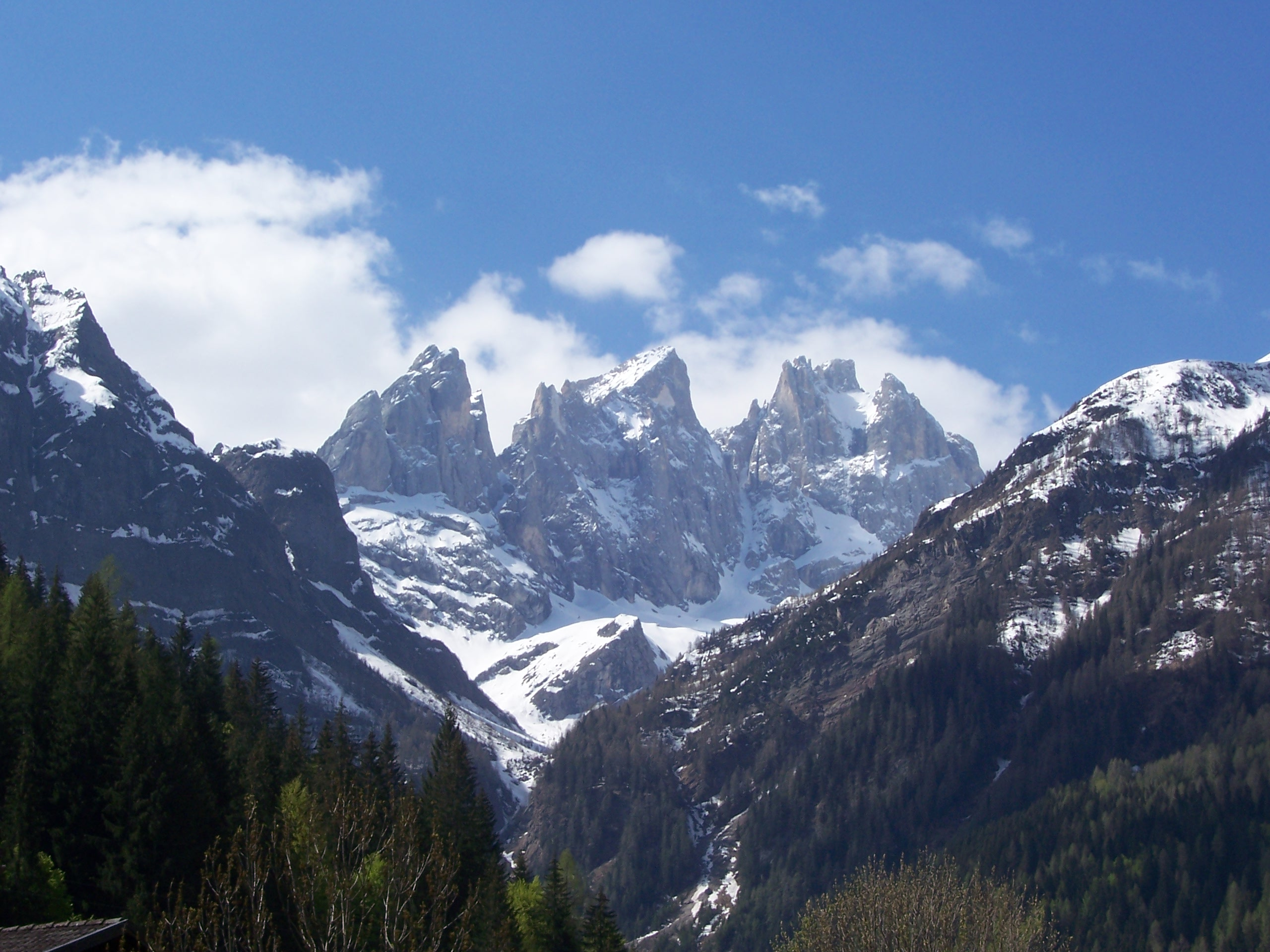
Gruppo del Focobon.
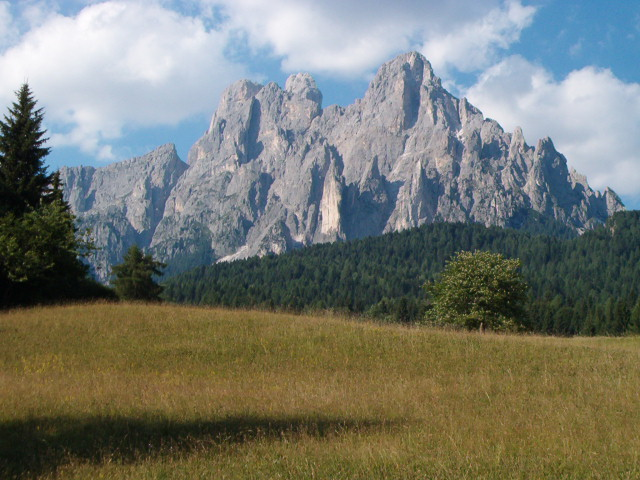
Cima Madonna, Sass Màor e Cima Cimerlo od Prati Poline.
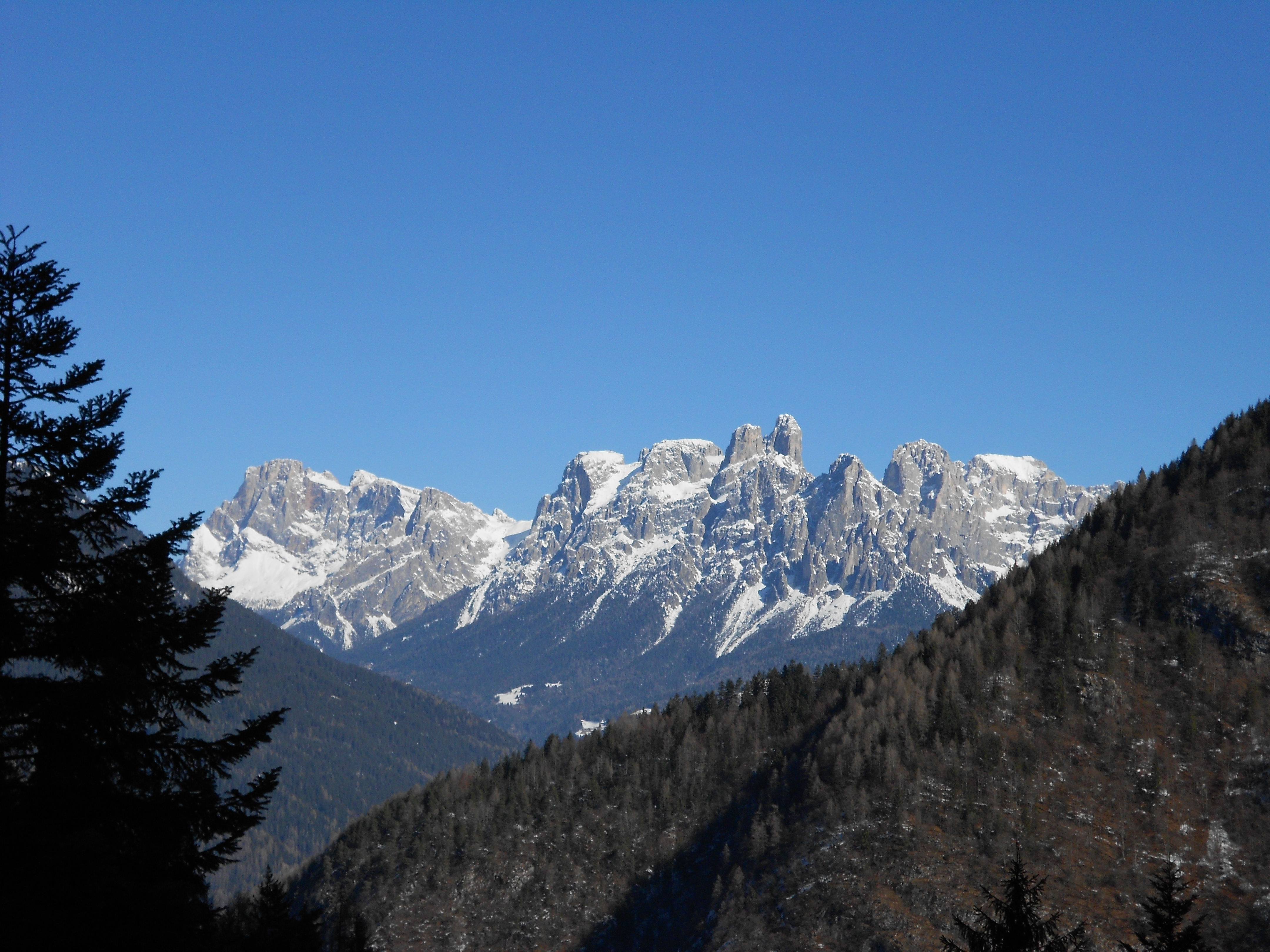
Le Pale de San Martino od Monte Vederna.
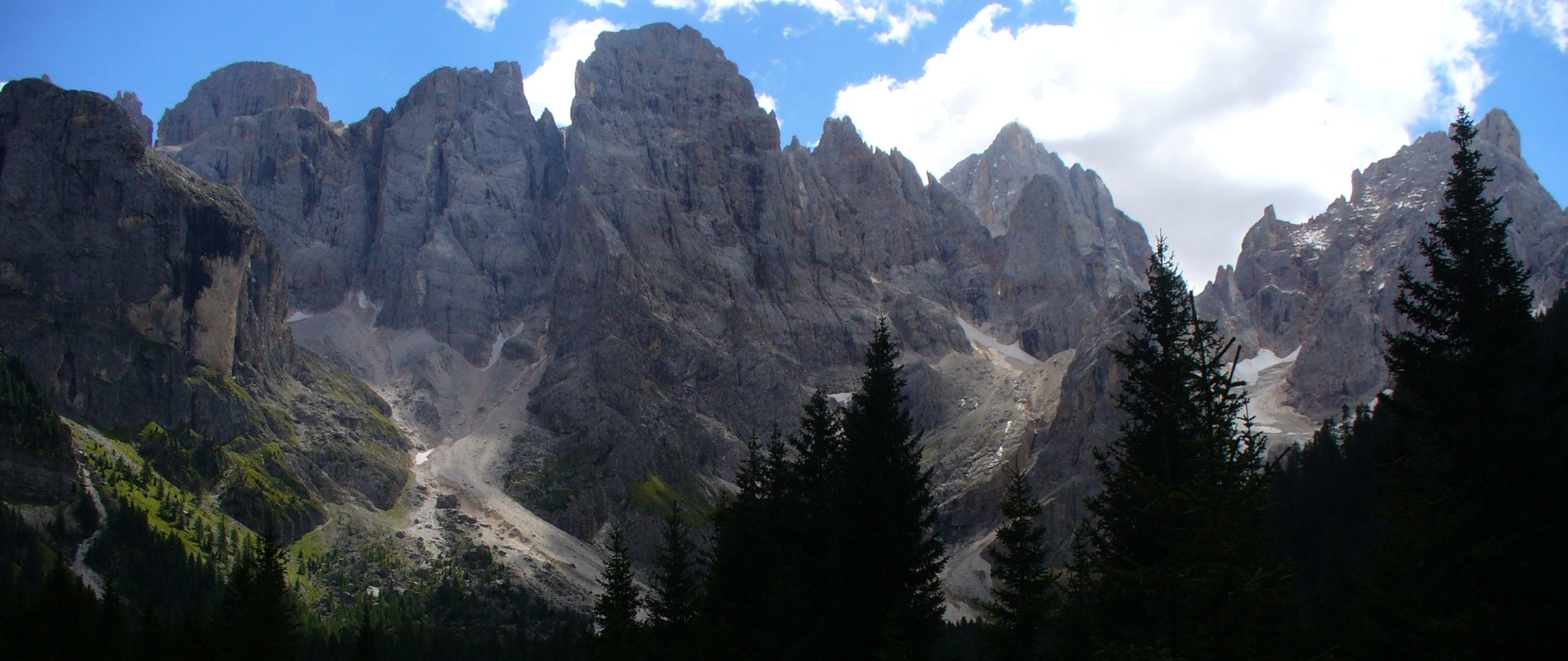
Cima di Val Grande, Cima della Vezzana e Cimon della Pala od Val Venegia.
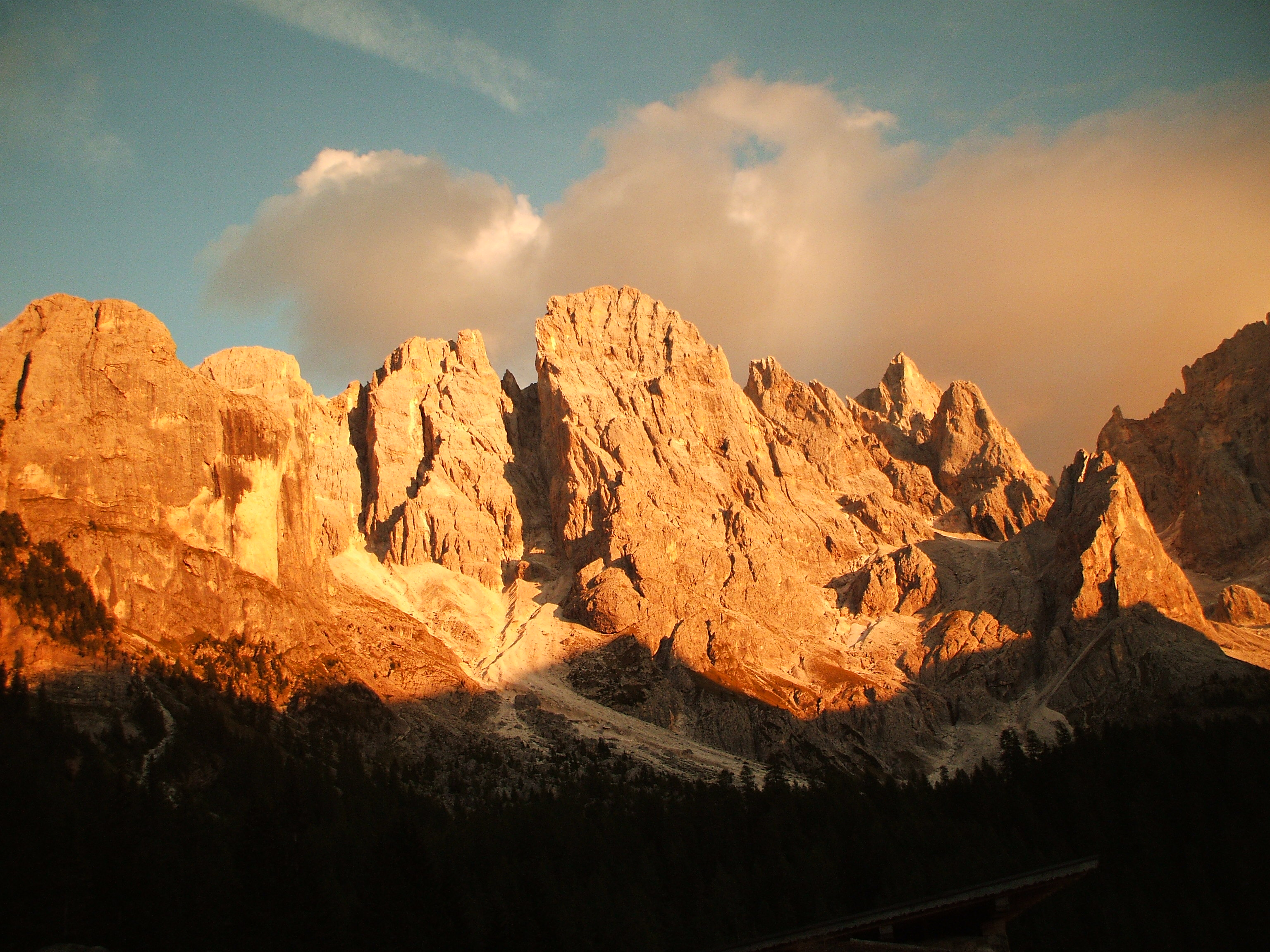
Tramonto su Cima della Vezzana e Cimon della Pala od Val Venegia.
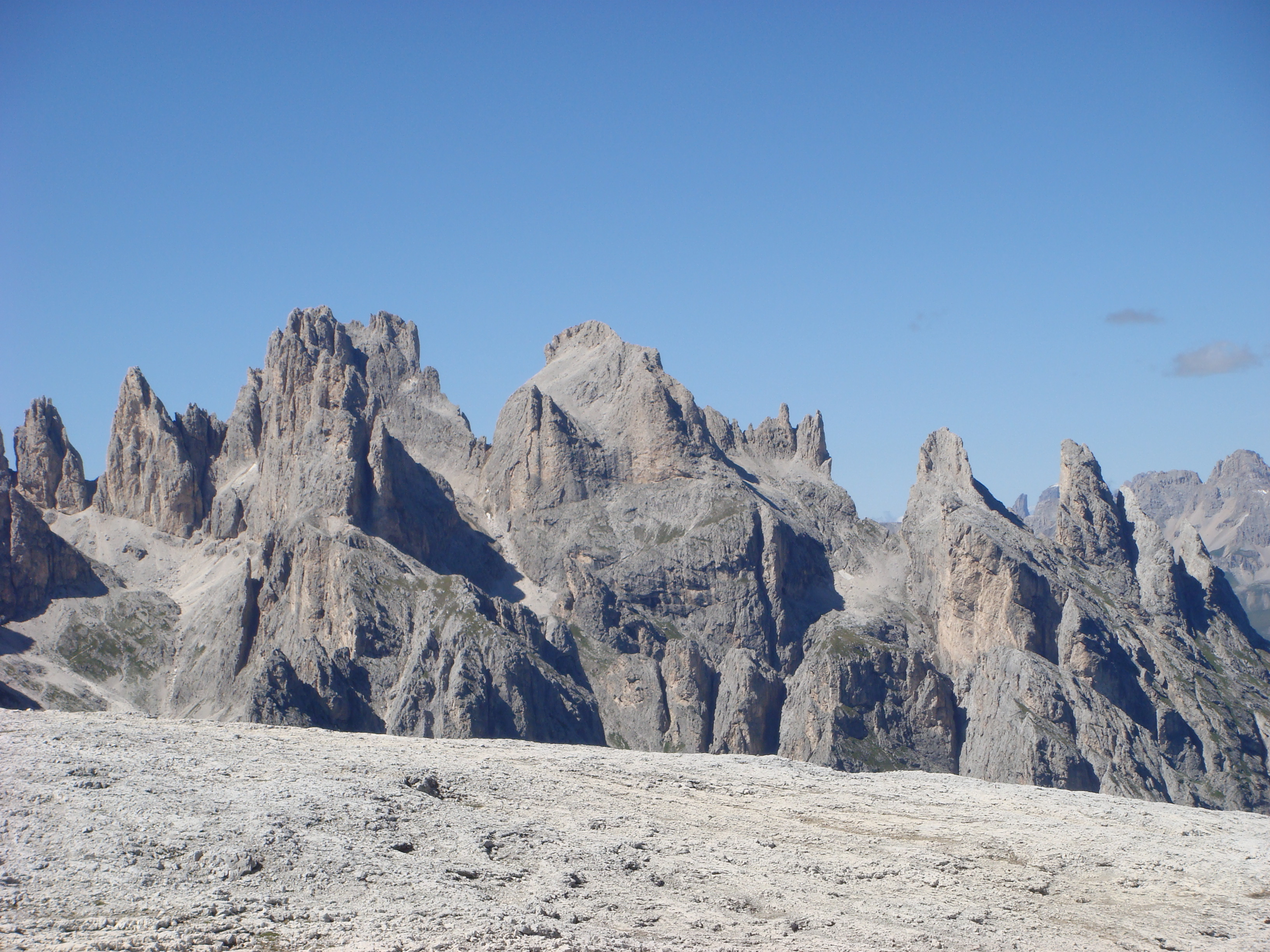
Il versante meridionale del Gruppo del Focobon pohled z altopiano delle Pale.
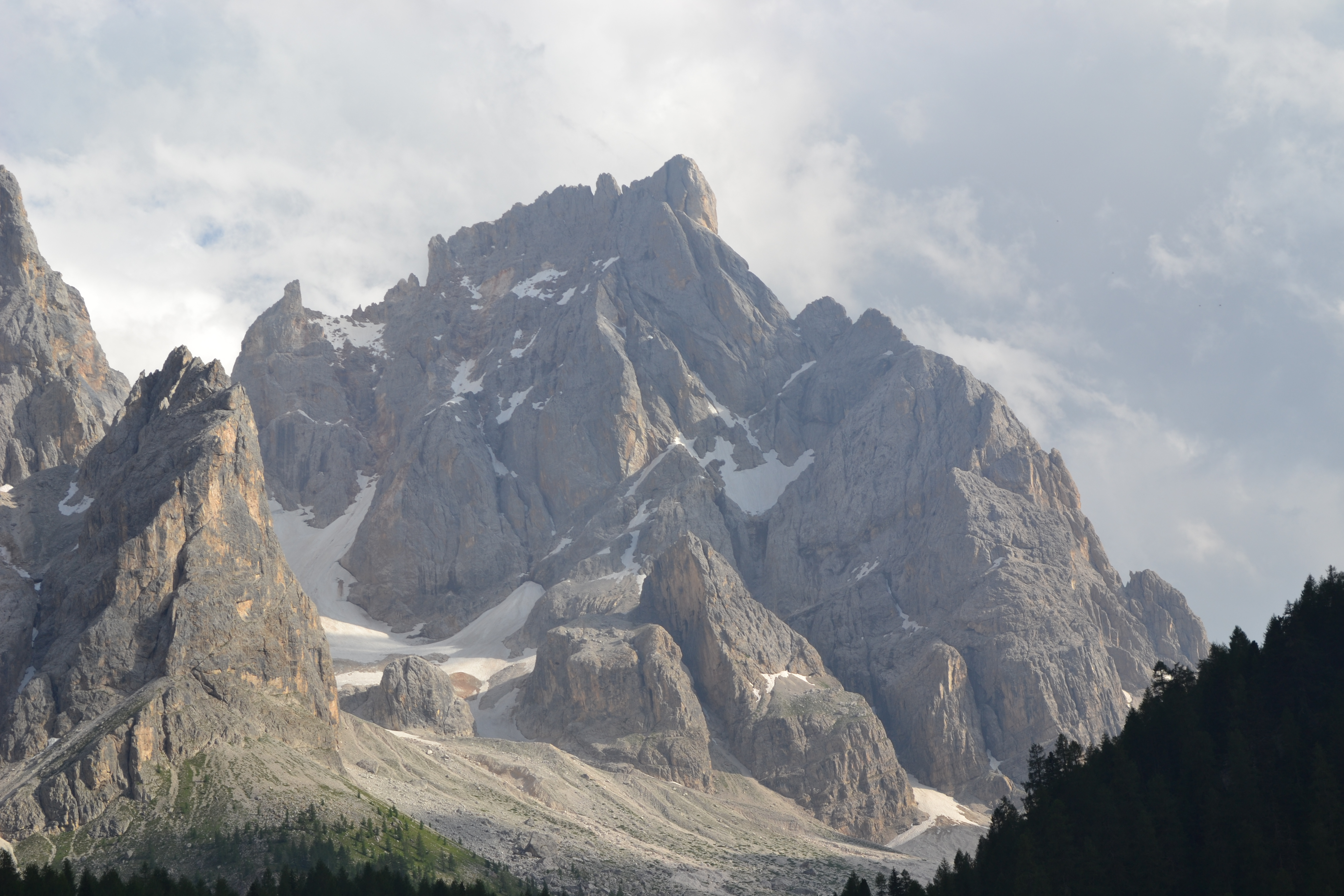
Cimon della Pala a ledovec ghiacciaio del Travignolo.
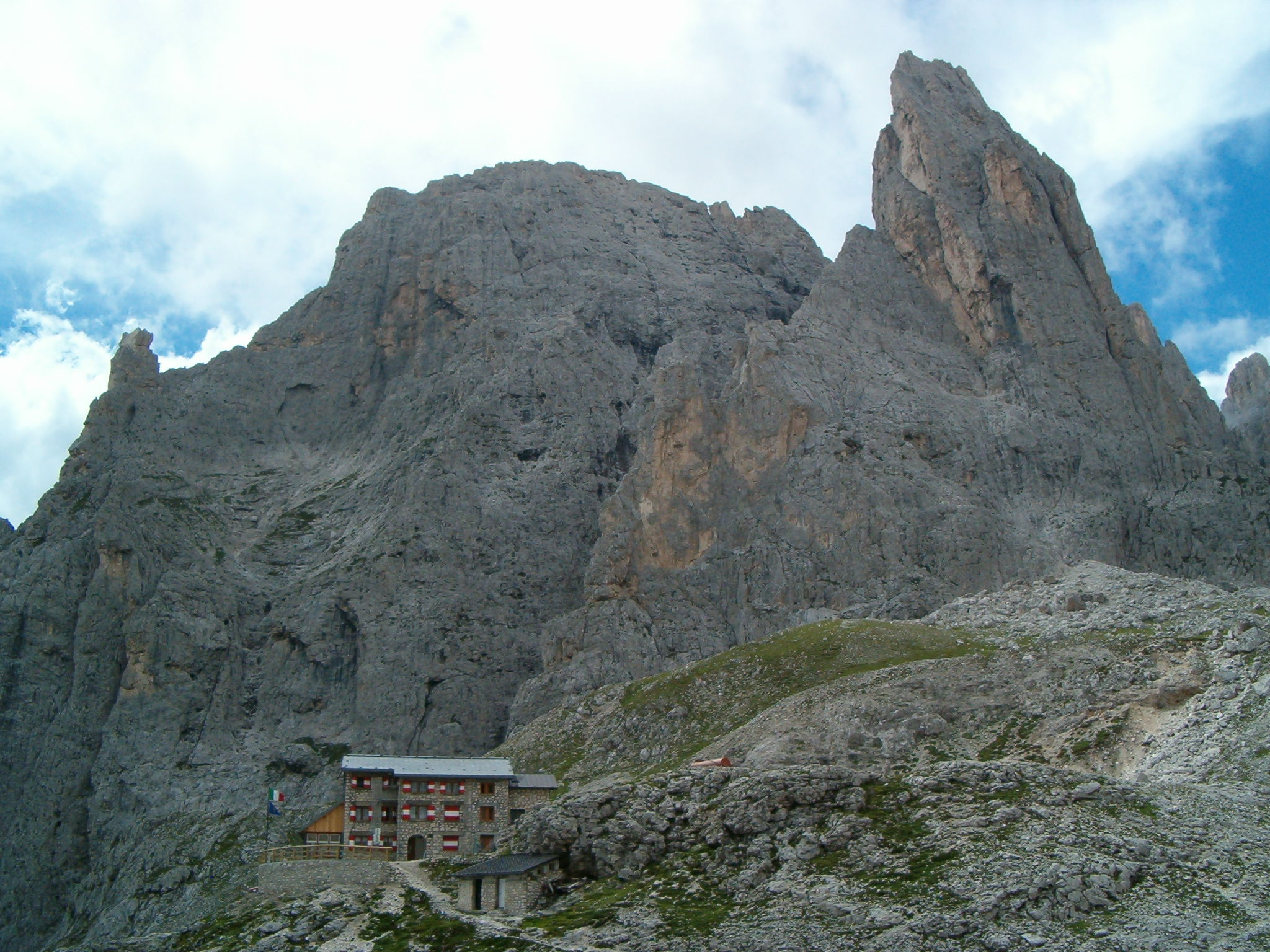
Rifugio Pradidali.
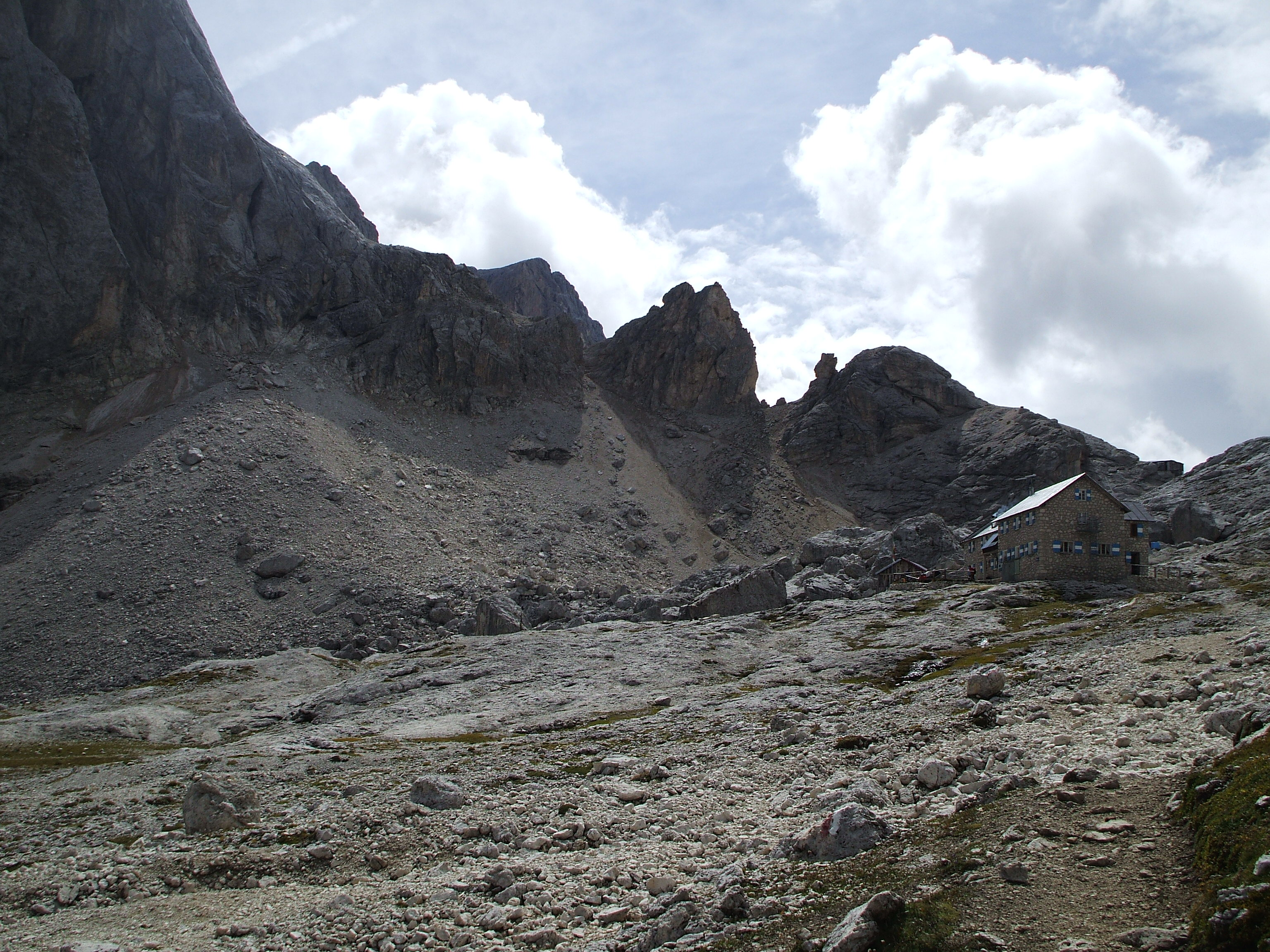
Rifugio Volpi di Misurata al Mulaz.
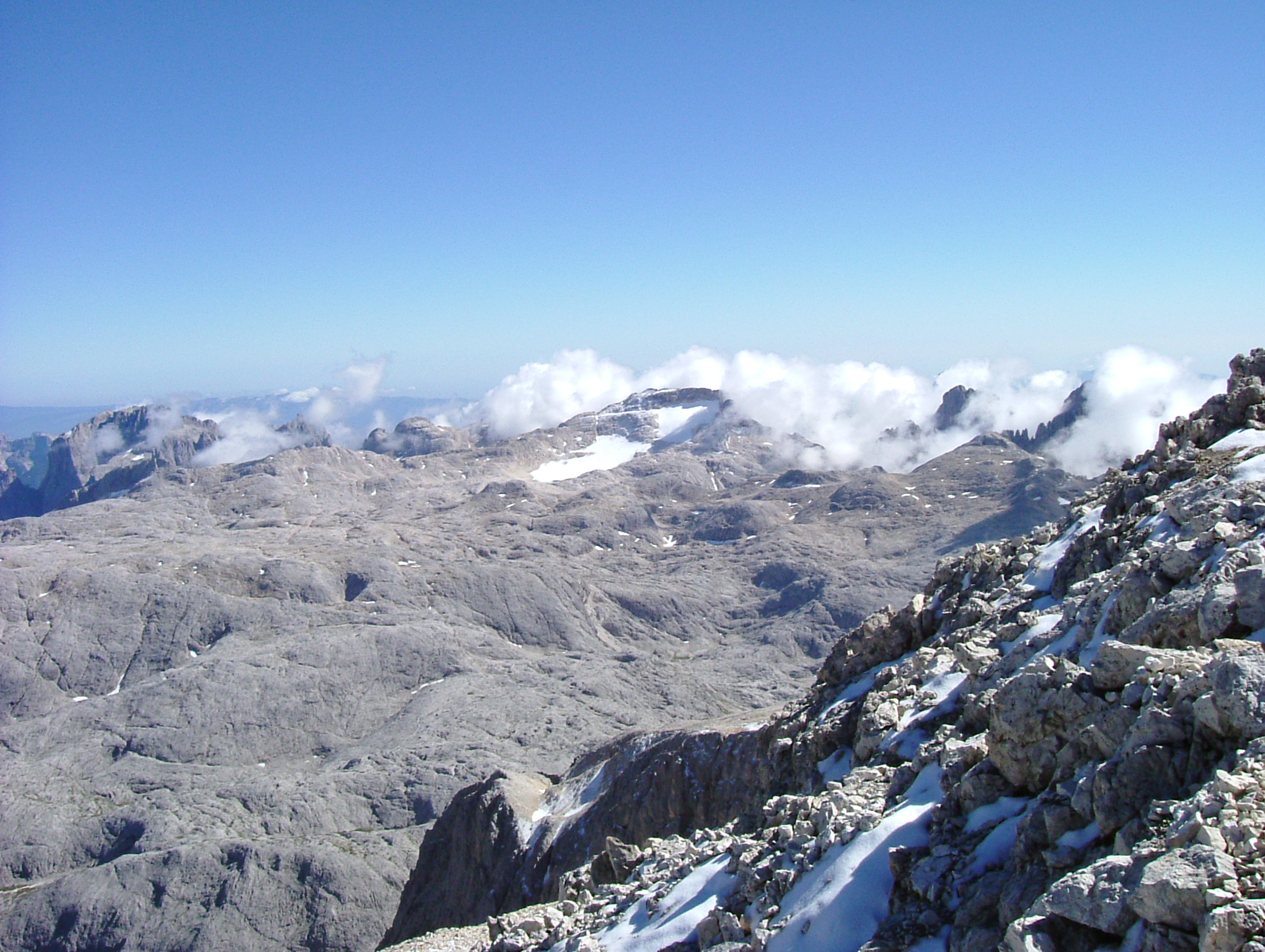
dell'altopiano delle Pale.